# Parkeergarage Ossenmarkt
De Parkeergarage Ossenmarkt werd begin jaren negentig ontworpen omdat parkeren in de Groninger binnenstad steeds moeilijker werd. Het is een ondergrondse parkeergarage met 320 parkeerplaatsen. De garage ligt onder de Ossenmarkt, vlak bij de rechtbank.
De locatie had echter wel een zeer specifieke behandeling nodig omdat de ruimte beperkt was, er is slechts 65 bij 65 vierkante meter beschikbaar en aan drie randen van het plein staan monumentale oude panden. Er is daarom besloten tot de constructie van een ronde parkeergarage, dit type vereist de minste ingrepen in de omringende grond. Het project is uitgevoerd als Turn-key-project (ontwerp, bouw en bijkomende werken door een aannemer).

## Bouwmethode
De ronde parkeergarage heeft een inwendige diameter van 56 meter. Als eerste stap in het proces is de ringvormige buitenmantel van de parkeergarage aangelegd door middel van een zogenaamd diepwandprocedé. Deze vormde de buitenwand. De ring heeft een diepte van 25 meter en een dikte van 1 meter. De totale externe diameter van het project komt zo op 58 meter. Daarna is de ruimte binnen de ring de bouwput uitgegraven tot een diepte van 15 meter (11 m -NAP) onder het maaiveld. Als bodemafsluiting is een plaatselijk aanwezige laag potklei gebruikt. Binnen in de put bevinden zich twee spiraalsgewijze stroken. De buitenste strook heeft een lengte van 16 meter, de binnenste retourbaan heeft een diameter van 24 meter. Hierbij zich ook de vide met een diameter van 10 meter.
De vloeren zijn in geprefabriceerd beton uitgevoerd. Het zijn scheluw lopende TT-platen, met een lengte van 16 meter. Aan de wandkant zijn zij opgelegd op in het werk gestorte nokken, aan de binnenzijde op de kolommen, met een lengte van 15 meter. Deze kolommen lopen taps toe, om optimaal zicht te bevorderen.
Het dak van de parkeergarage is uitgevoerd als voorgespannen railbalken met daartussen breedplaatvloeren, die opgestort zijn met een druklaag. Op het plein worden evenementen georganiseerd zoals de jaarlijkse kermis en de viering van het Gronings Ontzet op 28 augustus.

## Trivia
In 2014 was de parkeergarage een van de locaties voor The Passion dat toen in Groningen werd opgevoerd. De garage was het decor voor Getsemane.